# Еліса Іоріо
Еліса Іоріо (італ. Elisa Iorio; нар. 21 березня 2003, Модена, Італія) — італійська гімнастка. Срібна призерка Олімпійських ігор 2024 року в командній першості. Призерка чемпіонату світу в команді.

## Спортивна кар'єра
Шанувальниками спортивної гімнастики були батьки, після демонстрації виступів румунської зірки Наді Каманечі зацікавили Елісу. Тренується в Міжнародній академії в Брешія, Італія, у Енріко Каселло.

#### 2019
На дебютному чемпіонаті світу в Штутгарті, Німеччина, разом з Дезіре Карофігліо, Джорджією Вілла, Алісою Д'Амато та  Асією Д'Амато в командних змаганнях сенсаційно здобули бронзові нагороди, що стало повторенням найкращого результату італійської збірної в командних змаганнях з чемпіонату світу 1950 року, крім того, здобули командну олімпійську ліцензію на Олімпійські ігри 2020 у Токіо, Японія. В фіналі багатоборства під час виконання опорного стрибка отримала травму ноги та не змогла завершити змагання.

## Результати на турнірах
| Рік  | Змагання         | КБ | ІБ  | Опорний стрибок | Різновисокі бруси | Колода | Вільні вправи |
| ---- | ---------------- | -- | --- | --------------- | ----------------- | ------ | ------------- |
| 2019 | Чемпіонат світу  | 3  | DNF |                 |                   |        |               |
| 2024 | Олімпійські ігри | 2  |     |                 |                   |        |               |